# Body In Motion (dal)
A Body In Motion című dal a holland Atlantic Ocean második kimásolt kislemeze a Waterfall című albumról. A dal több slágerlistára is felkerült, hazájában, Hollandiában a 14. helyig sikerült jutnia. A dalból számos remix készült.

## Megjelenések
CD Maxi  Hollandia Clubstitute Records – 2001219
1. Body In Motion (Vocal Station Edit) 3:42
2. Body In Motion (Dutch Clubstitute Station Edit) 3:42
3. Body In Motion (Clubstitute Extended Vocal Mix) 4:41
4. Body In Motion (Dutch Clubstitute Extended Dub) 5:40
5. Body In Motion (Pegasus Dub) 4:20 Remix – Pegasus
6. Body In Motion (Full On Vocal Mix) 6:10 Remix – Loveland
7. Body In Motion (Dream Frequency Meets Rob Tissera Mix) 5:17 Remix – Ian Bland, Rob Tissera
8. Body In Motion (J F Remix) 6:50 Engineer [Remix] – Paul Waterman, Remix – John Farrell

12"  Németország Total Recall – TR 042
- A1	Body In Motion (Radio Version) 3:42
- A2	Body In Motion (Summer Club Mix) 4:41
- A3	Body In Motion (Loveland Remix) 6:10 Remix – Loveland
- B1	Body In Motion (Dream Frequency Meets Rob Tissera Mix) 5:17 Remix – Dream Frequency, Rob Tissera
- B2	Body In Motion (JF Remix) 6:50 Remix – John Farrell
- B3	Body In Motion (Pegasus Underground Remix) 5:06 Remix – Pegasus

## Slágerlista
| Slágerlista (1994)                 | Legjobb helyezés |
| ---------------------------------- | ---------------- |
| Single Top 100                     | 14               |
| Ultratop (Flanders)                | 45               |
| Irish Chart                        | 11               |
| Scottish Singles and Albums Charts | 20               |
| Brit kislemezlista                 | 15               |
| The Official Finnish Chart         | 11               |
| Schweizer Hitparade                | 40               |

## Közreműködő előadók
- Írta, Producer, Rendező – Lex Van Coeverden, Rene Van Der Weyde
- Vokál – Farida Merville